# Kongsvinger
Kongsvinger és un municipi situat al comtat d'Innlandet, Noruega. Té 17.835 habitants (2016) i la seva superfície és de 1.036 km². El centre administratiu del municipi és el poble homònim.
Forma part de la regió tradicional de Glåmdal. El municipi fou creat per decret reial el 1854. Posteriorment els municipis de Vinger i Brandval es van fusionar amb Kongsvinger l'1 de gener de 1964. El nou municipi de Kongsvinger va perdre el títol de ciutat, però més tard el va recuperar gràcies al creixement del municipi.

## Informació general

### Nom
El primer element de Kongs- ("del rei") es va afegir al topònim després que es construís una fortalesa el 1690. Es va aplicar per primera vegada només a la fortalesa (escrit com Königs Winger en documents antics), i després a la ciutat que va créixer al seu voltant i, finalment, el municipi modern. El segon element Vinger (en nòrdic antic: Vingr) és un nom antic que no se'n sap el seu origen.

### Escut d'armes
L'escut d'armes és modern. Se'ls va concedir el 25 de juny de 1926. L'escut mostra la fortalesa de Kongsvinger amb la línia blanca que representa el riu Glomma. La fortalesa és d'importància històrica a la zona.

## Geografia
Kongsvinger està situat a banda i banda del riu Glomma, on el riu que fluïa cap al sud pren un gir agut cap al nord-oest. El símbol principal de Kongsvinger és la seva fortalesa, situada en un turó al nord-oest del riu. Kongsvinger és una vila i municipi de la regió tradicional de Glåmdal, que se situa a la part sud del comtat de Hedmark. Limita a l'oest amb el municipi de Sør-Odal, al nord amb Grue, i al sud amb Eidskog. A l'est limita amb Suècia. Kongsvinger és a 110 quilòmetres d'Oslo i a 70 quilòmetres de l'aeroport d'Oslo-Gardermoen.

## Agermanaments
Kongsvinger manté una relació d'agermanament amb les següents localitats:
- Arvika, Comtat de Värmland, Suècia
- Ebel es Saqi, Marjayoun, Líbia
- Skive, Regió de Midtjylland, Dinamarca
- Ylöjärvi, Länsi-Suomi, Finlàndia